# Лоранд (име)
Лоранд (мађ. Loránd), је мађарско мушко име.

## Имендани
- 15. јануар.
- 10. август.
- 15. септембар.

## Варијације
-, Лорант,
-, Роланд.